# Puerto Chacabuco
Puerto Chacabuco – miasto w Chile, w regionie Aysén del General Carlos Ibáñez del Campo, w prowincji Aysén u ujścia rzeki Rio Aisén.